# Abraham van Loen

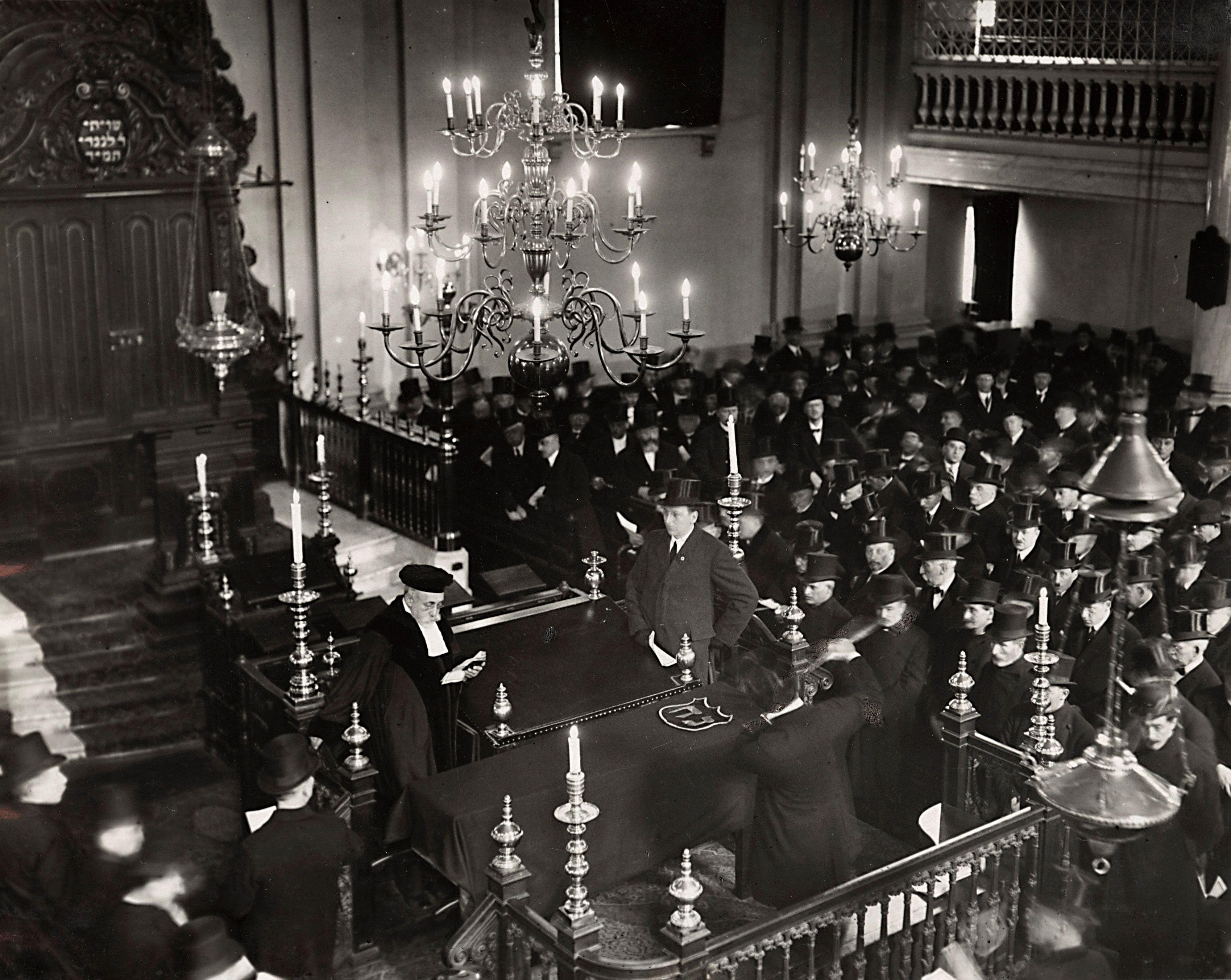
Een volle synagoge tijdens de uitvaart van opperrabbijn van Loen (1925)

Abraham Mozes van Loen (Amsterdam, 3 februari 1847 - Den Haag, 15 januari 1925) was een Nederlandse opperrabbijn.

## Leven en werk
Van Loen was een zoon van Barend van Loen en Mirjanne Workum. Hij trouwde met Cato Hirsch, dochter en kleindochter van Amsterdamse rabbijnen. Haar neef S.J.S. Hirsch was opperrabbijn van Zwolle.
In 1874 behaalde Van Loen het moré-examen. Hij ging aan de slag in het onderwijs en was onder meer directeur van de godsdienstscholen in Amsterdam, conrector van het Nederlands Israëlietisch Seminarium en rector van het Portugees-Israelitisch Seminarium. Vanaf 1875 was hij lid van de Examencommissie voor godsdienstonderwijzers en theologen en van de Examencommissie voor godsdienstonderwijzers en theologen. Nadat Joseph Hirsch Dünner in 1911 overleed, werd Van Loen voorzitter van deze commissies.
Van 1881 tot 1888 was Van Loen rabbijn van de Amsterdamse Nederlands-Israëlietische Hoofdsynagoge. In 1888 werd Van Loen benoemd tot opperrabbijn van het ressort Groningen. In 1903 volgde zijn benoeming tot opperrabbijn van Den Haag. Vanaf 1918 was hij voorzitter van de Vergadering van Opperrabbijnen. Van Loen werd benoemd tot Ridder in de Orde van de Nederlandse Leeuw.
Van Loen overleed op 77-jarige leeftijd.